# منزل كاتس
منزل كاتس (بالهولندية: Catshuis) هو مقر الإقامة الرسمي الخاص برئيس وزراء هولندا. جرى تشييده خلال الفترة من عام 1651 حتى عام 1652 لصالح السياسي والشاعر والمحامي ياكوب كاتس الذي سُمِّي المنزل نسبةً إليه بعد وفاته.
يقع منزل كاتس على الطريق المؤدي إلى منطقة اسخيفنن في مدينة لاهاي التي تتواجد فيها مقرات الحكومة الهولندية. وقد كان المنزل المقر الرسمي لرئيس الوزراء الهولندي منذ عام 1963، إلَّا أن دريس فان أغت كان آخر رئيس وزراء عاش في المبنى. يعيش رئيس الوزراء مارك روته في شقة وسط مدينة لاهاي بالقرب من مكتب عمله «Torentje» أو «البرج الصغير» في مُجمَّع بيننهوف. ويستخدم المنزل حالياً لاستضافة الاجتماعات السياسية واستقبال الضيوف الرسميين.

## التاريخ
بُني منزل سورخفليت على موقع مزرعة سابقة كانت على الأرجح تُشكّل جزءاً من الأحياء السكنية التي قام الشاعر والسياسي البارز ياكوب كاتس (1577–1660) بضمّها في الجناح الغربي، هذا وقد عاش ياتس هناك منذ 14 يوليو عام 1652. وتألف المنزل بالأصل من طابق واحد فقط.
انتقلت ملكية منزل سورخفليت إلى ويليام بنتينك إيرل بورتلاند الأول عام 1675 الذي كان مسؤول عن بيت الملك والستاتهاودر المستقبلي ويليام الثالث (1650–1702). وقام ابنه فيلم بنتينك فان رون بتركيب برج وجرس برونزي عام 1738.
جُدِدَ المنزل بصورة واسعة في الفترة من عام 1999 إلى عام 2004 لجعله متوائماً مع المعايير الحديثة من النواحي الأمنية واللوجستية والمناخية والنظافة والراحة والجوانب الفنية الإدارية.